# Freshmarket
Фрешмаркет (пол. Freshmarket) — колишня мережа невеликих продуктових магазинів біля дому, що діяли у Польщі на основі франчайзингу. Материнська «Żabka Polska» володіє понад 5500 магазинами, якими керують понад 3700 підрядників під брендом «Żabka». Штаб-квартира мережі знаходилася у Варшаві.
Було заплановано, що до кінця 2019 року всі магазини «Freshmarket» змінять бренд на «Żabka».

## Історія

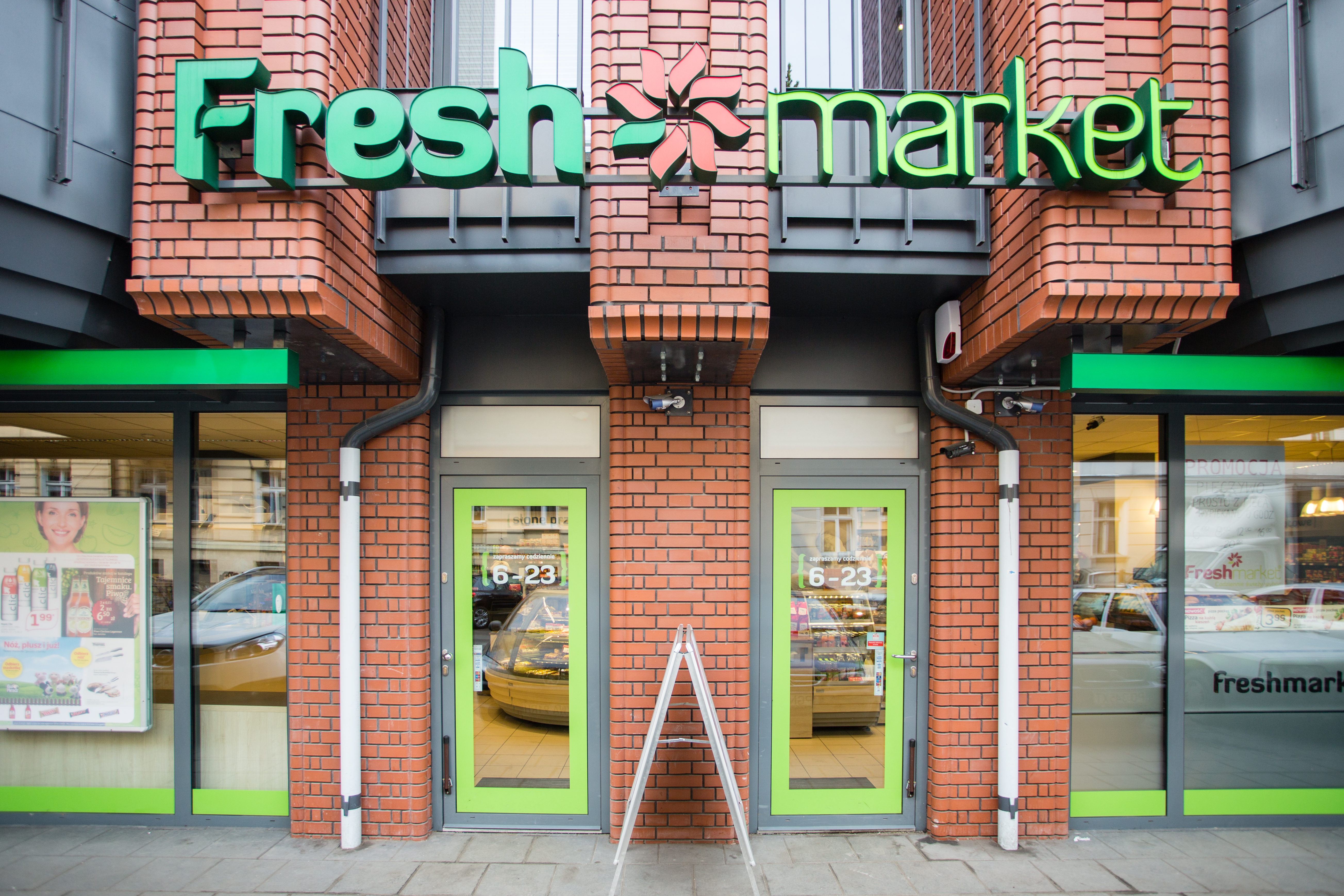
Фасад магазину мережі.

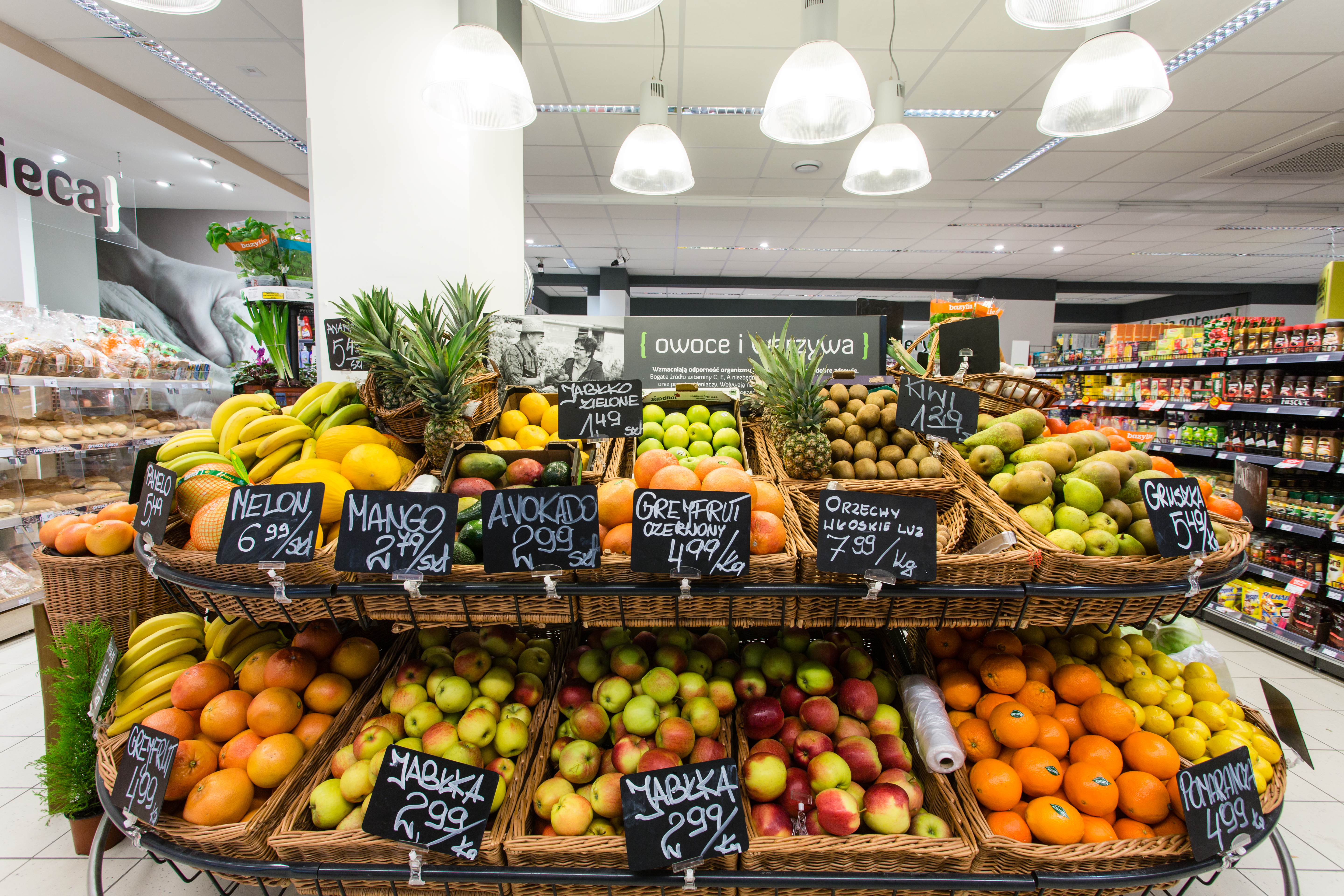
Відділ овочів та фруктів.

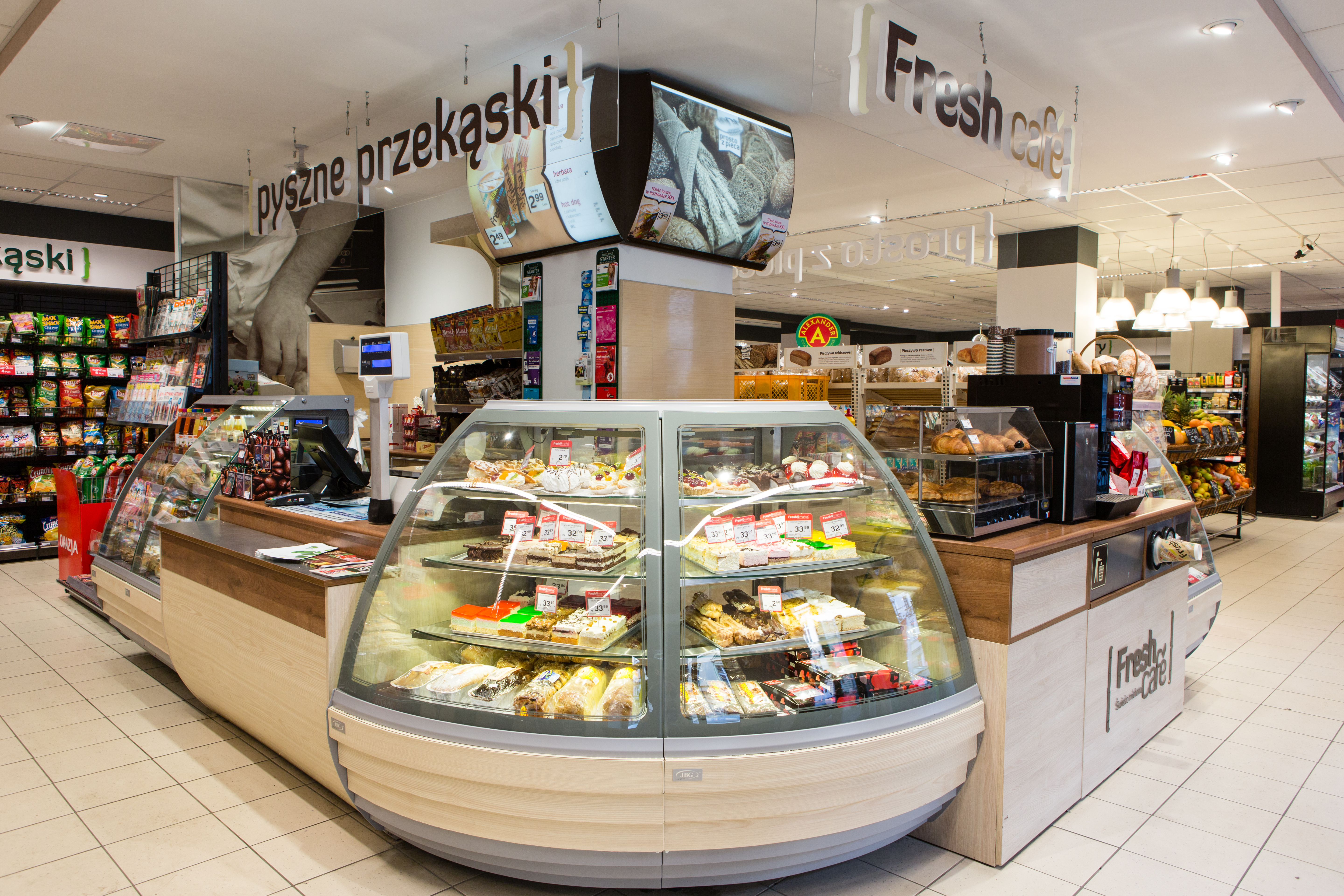
Інтер'єр магазину мережі.

Ініціатором створення нової комерційної мережі став, тодішній голова правління «Żabka Polska». Перший магазин відкритий в Лешно у 2009 році. За рік магазини «Freshmarket» отримали нагороду «Consumer Laurel» у категорії «Відкриття року». У 2011 році мережа була визнана «Продавцем року 2011» на обговоренні «Wiadomości Handlowe». Цього ж року магазинам мережі «Freshmarket» було присвоєно звання: «Найвища якість» та «Золота емблема QI 2011» у категорії «Послуги QI» за надання послуг найвищої якості. У 2013 році мережу знову було номіновано на премію «Продавець року».

## Діяльність
Магазини мережі працюють за концепцією гастрономів, проноючи клієнтам фірмові товари широкого вжитку та розширений асортимент послуг і продуктів харчування у тому числі готові страви, гарячі закуски і напої, а також можливість самообслуговування і роботу в режимі сім днів на тиждень з 6.00 до 23.00.
Власник мережі «Freshmarket» — «Żabka Polska sp. z o. о.» обслуговує мержу за рахунок роботи п'яти логістичних центрів, які розташовані в Плевісці, Тихах, Надажині, Прущу-Гданському та Шалші.
У 2018 році окремі магазини розпочали роботу під брендом «Żabka», але власник мережі не підтвердив повної ліквідації бренду. У 2019 році залишалось менше 100 магазинів «Freshmarket», які до кінця року повинні були перейти під бренд «Żabka».

## Послуги
Окрім покупок, клієнти можуть скористатися пакетом послуг, таких як оплата рахунків, відправлення квитка лотереї, покупка мобільних стартових пакетів, поповнення рахунків та зняття готівки. У магазинах також є відділ «FreshCafe», який пропонує покупцям свіжозварену каву та невеликі закуски.

## Франшиза
Власником франшизи мережі «Freshmarket» є «Żabka Polska sp. z o. о.». Партнери компанії є індивідуальними підприємцями та ведуть власний бізнес [9]. Власник магазину «Freshmarket» підписує договір з «Żabka Polska», згідно якої повинен дотримувати у магазині вимог, які відповідають бренду мережі. Працівники проходять стажування у компанії «Żabka Polska». Метою цієї діяльності є підтримка єдиного стандарту обслуговування для всієї мережі та однакова внутрішня та зовнішня візуалізація. У рамках свого розвитку клієнти мають можливість розвивати управлінські компетенції та керувати більшим магазином та більшим колективом.

## Рекламна кампанія
У вересні 2014 року «Freshmarket» розпочав рекламну кампанію, в якій презентував нову стратегію компанії. Мережа інвестувала в розвиток категорії свіжих продуктів, таких як овочі, фрукти, м'ясо та ковбаси, які постачаються в магазини шість разів на тиждень. Для цього компанія «Żabka Polska» налагодила співпрацю з місцевими постачальниками. Традиційні продукти також доступні в магазинах «Freshmarket», в тому числі молочні продукти, ковбаси, консерви та пиво, що постачаються, серед інших компанією «Klasztorne», а хліб випікається на локальних пекарнях магазинів.